# Campagne des 18 jours
Pour les articles homonymes, voir Bataille de Belgique.
Seconde Guerre mondiale,
 Bataille de France
Batailles
- Drôle de guerre
- Évacuation des civils de la ligne Maginot
- Mobilisation
- Offensive de la Sarre
- Baie de Heligoland
- Incident de Mechelen
- Plan Jaune
- Plan Dyle
- Luxembourg
- Ében-Émael
- Hannut

- Sedan
- Dinant
- Monthermé
- Givet
- La Horgne
- Gembloux
- Flavion
- Louvain
- Charleroi

- Stonne
- Montcornet
- La Sambre
- Arras

- L'Escaut
- Amiens
- La Lys
- Massacre de Vinkt
- Boulogne-sur-Mer
- Calais
- Poche de Lille
- Massacre du Paradis
- Abbeville
- Dunkerque
- Capitulation belge

- L'Aisne
- L'Ailette
- Opération Paula
- l’Exode
- Pont-de-l'Arche
- Opération Cycle
- Opération Ariel

- Les Alpes
- Vallon du Seuil
- Bombardement de Toulon
- Opération Vado
- La Loire
- Saumur
- La vallée du Rhône
- Bombardements de Marseille
- Menton (Pont-Saint-Louis)
- Combats aériens en Suisse
- Armistice du 22 juin

La campagne des 18 jours ou la bataille de Belgique est l'invasion de la Belgique par les troupes allemandes pendant la Seconde Guerre mondiale et la confrontation entre les deux armées (et celles des Alliés venus assister la Belgique à la demande de celle-ci). Elle débuta le 10 mai 1940 et aboutit à la capitulation belge du 28 mai 1940.

## L'Armée belge en 1940

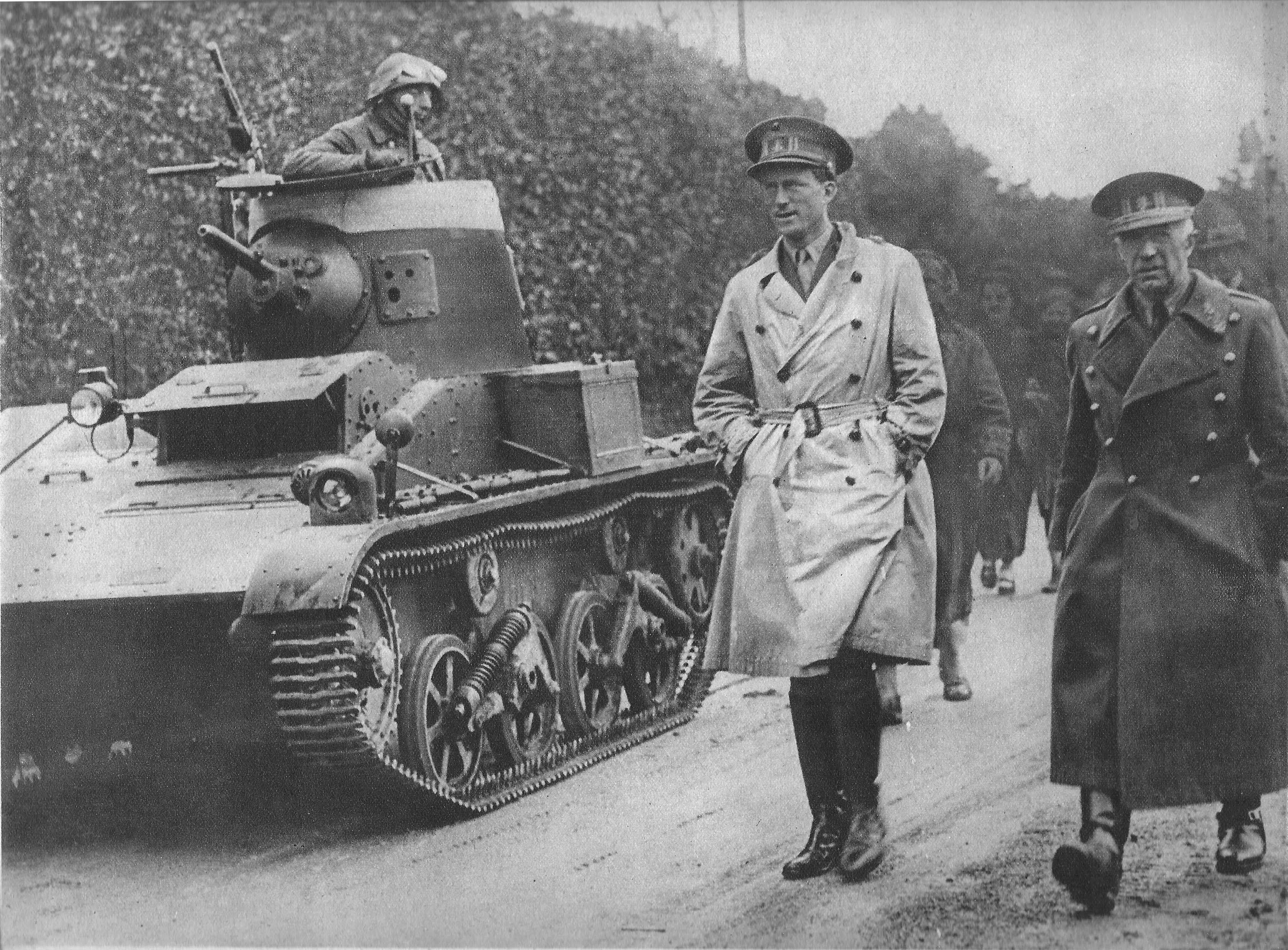
Léopold III, roi des Belges, passe en revue une colonne de chars d'assaut, le ministre belge de la Défense nationale, le général Denis, à sa gauche.

En mai 1940, le conflit opposant la France et le Royaume-Uni à l'Allemagne, commencé en septembre 1939, entre dans une nouvelle phase. L'attaque de la Pologne par l'Allemagne, victorieuse dès octobre 1939, a entraîné l'entrée en guerre du Commonwealth britannique et de la France. Ces deux puissances engagées dans la campagne de Norvège font de cette guerre ce que l'on appelle déjà la Seconde Guerre mondiale, alors que, le 9 avril 1940, le Danemark est occupé par l'Allemagne. Depuis 1936, la Belgique neutre a bâti une défense militaire aussi forte que possible contre l'Allemagne dont on appréhende l'attaque. Le 24 avril 1940, les Gladiator belges en patrouille de neutralité ont abattu un bombardier allemand Heinkel He 111 qui s'est écrasé aux Pays-Bas. 
Le 10 mai 1940, au moment de l'attaque allemande, la Belgique est parvenue à mobiliser un total de 17 % de la population masculine de 18 à 40 ans, soit 8 % de la population totale du pays. Il s'agit de pourcentages supérieurs à ceux des mobilisations de la France et du Royaume-Uni. L'armée belge compte alors 650 000 mobilisés sur pied de guerre depuis septembre 1939 auxquels doivent s'ajouter 50 000 miliciens (conscrits) de la classe de 1940 plus les 40 000 espérés pour 1941 et plus de 200 000 jeunes de 16 à 20 ans dont les sursitaires pour 1939 et 1940 ainsi que 89 000 sursitaires et ajournés des années précédant 1939. Mais la précipitation des événements militaires qui allaient se produire à partir du 10 permit seulement de concrétiser une partie de cette levée en masse dont une dizaine de milliers de recrues sont envoyées en France avec l'accord du gouvernement de ce pays. En plus, 10 000 gendarmes sur pied militaire viennent s'ajouter aux mobilisés effectifs. En fait, un peu moins de 700 000 hommes sont répartis le long d'un arc de cercle qui s'étend de l'Escaut à l'Ardenne sur 500 kilomètres. 
L'armée belge se compose alors de :
- 6 divisions actives d'infanterie ;

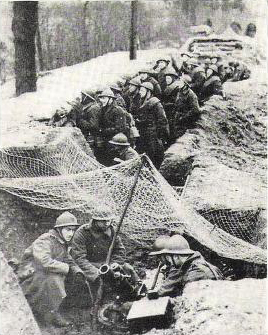
Les troupes belges prennent position dans une tranchée en 1940

- 6 divisions d'infanterie de première réserve ;
- 6 divisions d'infanterie de deuxième réserve ;
- 2 divisions de Chasseurs ardennais, dont une division motorisée ;
- 2 divisions de cavalerie motorisée ;
- 26 régiments d'artillerie d'armée ;
- 1 brigade de cyclistes frontière ;
- 1 brigade de cavalerie portée ;
- 2 régiments légers de gendarmerie ;
- 3 régiments d'aéronautique ;
- 2 régiments de défense terrestre contre avions.

Plus les formations de troupes des services d'armée, des services territoriaux et des civils au service de la défense (fonctionnaires du ministère de la Défense nationale, personnel infirmier réquisitionné mais non mobilisé, policiers chargés du maintien de l'ordre à l'arrière).

## Chute du Fort d'Eben-Emael
Au début de ce qui sera la campagne des 18 jours de l'armée belge, se produisent deux faits contrastés[pas clair] qui illustrent respectivement la stratégie de surprise et de ruse des attaquants allemands. 
Tout d'abord, le fort d'Eben-Emael, réputé imprenable est pris par surprise le 11 mai, après 36 heures de résistance, grâce à l'emploi de charges creuses utilisées par des parachutistes, les Fallschirmjäger commandés par Rudolf Witzig, déposés sur la superstructure du fort par des planeurs remorqués par avion depuis l'Allemagne. Ce sera la deuxième opération parachutée de l'histoire, après l'attaque de la Norvège par les Allemands le 9 avril 1940 (Opération Weserübung). Cette opération sera combinée avec l'utilisation d'une arme nouvelle afin de détruire les tourelles : la charge creuse (dont la plus lourde pèse 50 kg). La nouvelle de la chute du fort porte un coup terrible au moral de l'armée belge. En effet, après leur prise, les nazis ont pu passer par les ponts du canal Albert et déborder par le Nord la position fortifiée de Liège. Au lieu de contenir l'effort allemand durant au moins 5 ou 6 jours comme cela était prévu, la  position du canal Albert et du fort d'Eben-Emael n'a pas tenu plus de quelques heures.
Ensuite, les allemands s'emparent par ruse de l'extrémité hollandaise du pont frontalier de Maaseik situé entre les Pays-Bas et la Belgique, s'en étant approchés sous le déguisement de gendarmes hollandais (→ Panzergrenadier-Division Brandenburg). Cependant, les soldats belges parviennent quand même à détruire ce pont afin de ralentir la progression des allemands. Deux autres ponts, Kanne et Gellick, sont également détruits[citation nécessaire].

## Résistance dans les Ardennes

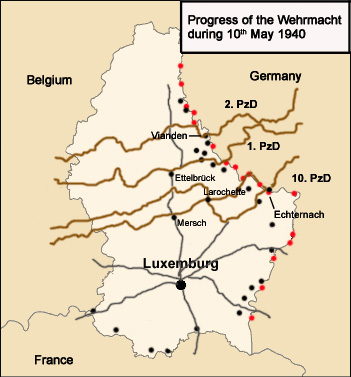
La progression allemande vers l'Ardenne au 10 mai 1940

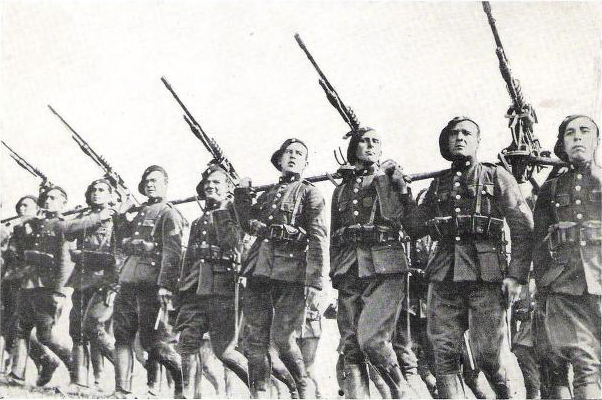
Les Chasseurs ardennais en 1940

À l'autre extrémité du pays, la division des Chasseurs ardennais manifeste une combativité qui surprend les Allemands. Les Chasseurs ont été créés seulement depuis quelques années par conversion du 10e régiment de ligne considéré comme une des meilleures troupes de l'armée belge, surtout pendant la Première Guerre mondiale.
Le 10 mai, dans la nuit, sur la base de renseignements venus des attachés militaires belges et néerlandais à Berlin, on sait que l'Allemagne va attaquer les Pays-Bas et la Belgique. L'alerte est donnée. Dans le Luxembourg belge, des mouvements inquiétants à la frontière et au Grand-Duché de Luxembourg confirment le bien-fondé de l'état d'alerte. Aussi, le général Keyaerts, commandant en chef des Chasseurs ardennais, donne-t-il l'ordre de procéder, dans toute la province du Luxembourg, aux destructions prévues de longue date pour enrayer toute attaque. À 3 h 45 du matin, les ponts sautent et les obstacles s'abattent sur les routes, complétant les chicanes construites en des points cruciaux du réseau de communications. En vertu d'une large délégation de pouvoirs qui donne aux Chasseurs ardennais la capacité d'entamer les opérations de la défense avancée de la province s'ils l'estiment nécessaire, le général n'a pas attendu l'ordre du grand quartier général belge. En plus de cette résistance, les Allemands doivent éliminer des barrages érigés par le génie belge, contourner des ponts détruits et construire des passerelles. Un seul pont, celui de Butgenbach, près de Malmedy, échappe à la destruction à cause de citoyens belges d'origine allemande ralliés à l'Allemagne nazie qui guident un commando allemand qui parvient à désamorcer la charge explosive . L'offensive allemande débute alors que l'ambassadeur d'Allemagne à Bruxelles n'a même pas encore présenté l'ultimatum allemand au gouvernement belge.

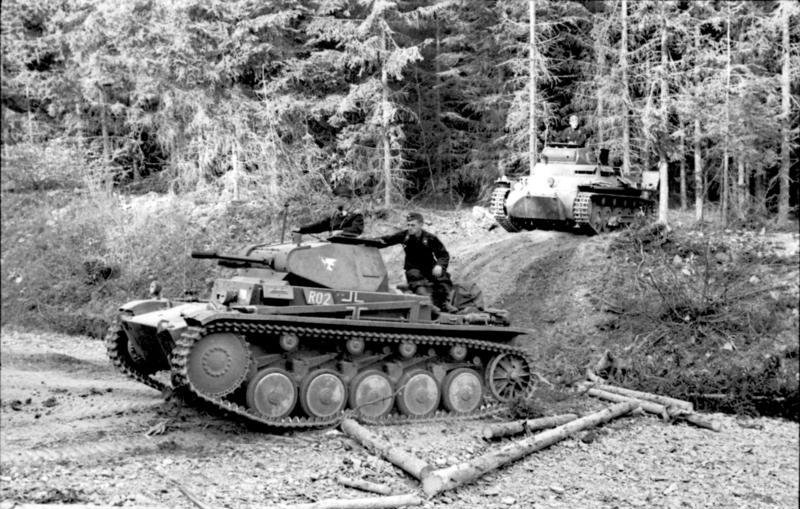
Les panzers allemands traversant les Ardennes, mai 1940

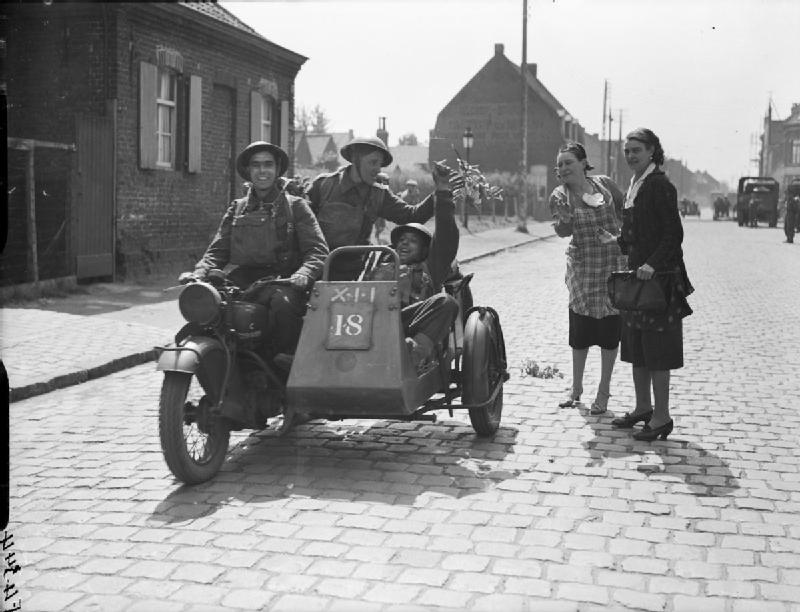
Les troupes britanniques pénètrent en Belgique à Herseaux

Quand le jour se lève à Martelange, Chabrehez et Bodange, les Allemands tentent de passer sur des routes sinueuses à deux bandes de largeur parsemées de ponts sautés, d'épais murs et d'entonnoirs et environnées de champs de mines qui rendent dangereuses les tentatives de contournement des obstacles. À la frontière belgo-luxembourgeoise, une petite compagnie de cinquante chasseurs ardennais applique la consigne qui est de tenir la position à la condition de ne pas se laisser encercler. Les chasseurs s'opposent à des blindés précédés par une infanterie d'assaut. Ils résistent, bloquant la masse des blindés qui accomplissent de ce côté la véritable offensive allemande visant le secteur de Sedan. Les canons des chars n'ont pas raison des massives fermes ardennaises et, pendant huit heures, le commandant Bricard et ses hommes résistent en appliquant la consigne en vertu de laquelle il était ordonné de résister tant qu'on ne recevait pas d'ordre de repli, même si le silence téléphonique pouvait faire craindre que les lignes soient coupées par l'ennemi. Cependant, les commandants locaux pouvaient prendre sur eux d'autoriser le repli de toute troupe qui se trouverait en  risque majeur d'être faite prisonnière. Mais ce n'est qu'après la mort du commandant Bricart que les chasseurs rescapés de Bodange décrocheront pour rejoindre les lignes belges campées en deuxième échelon, au sortir des forêts. De fait, la 1re division de chasseurs ardennais stationnait tout le long de la frontière, entre la Belgique et le Grand-Duché de Luxembourg, avec des détachements d'artillerie étalés en deuxième échelon en avant de la Meuse. À Martelange, la résistance des Chasseurs sera commémorée, après la guerre, par un monument représentant un sanglier, l'emblème des Chasseurs ardennais, en position d'attaque. 

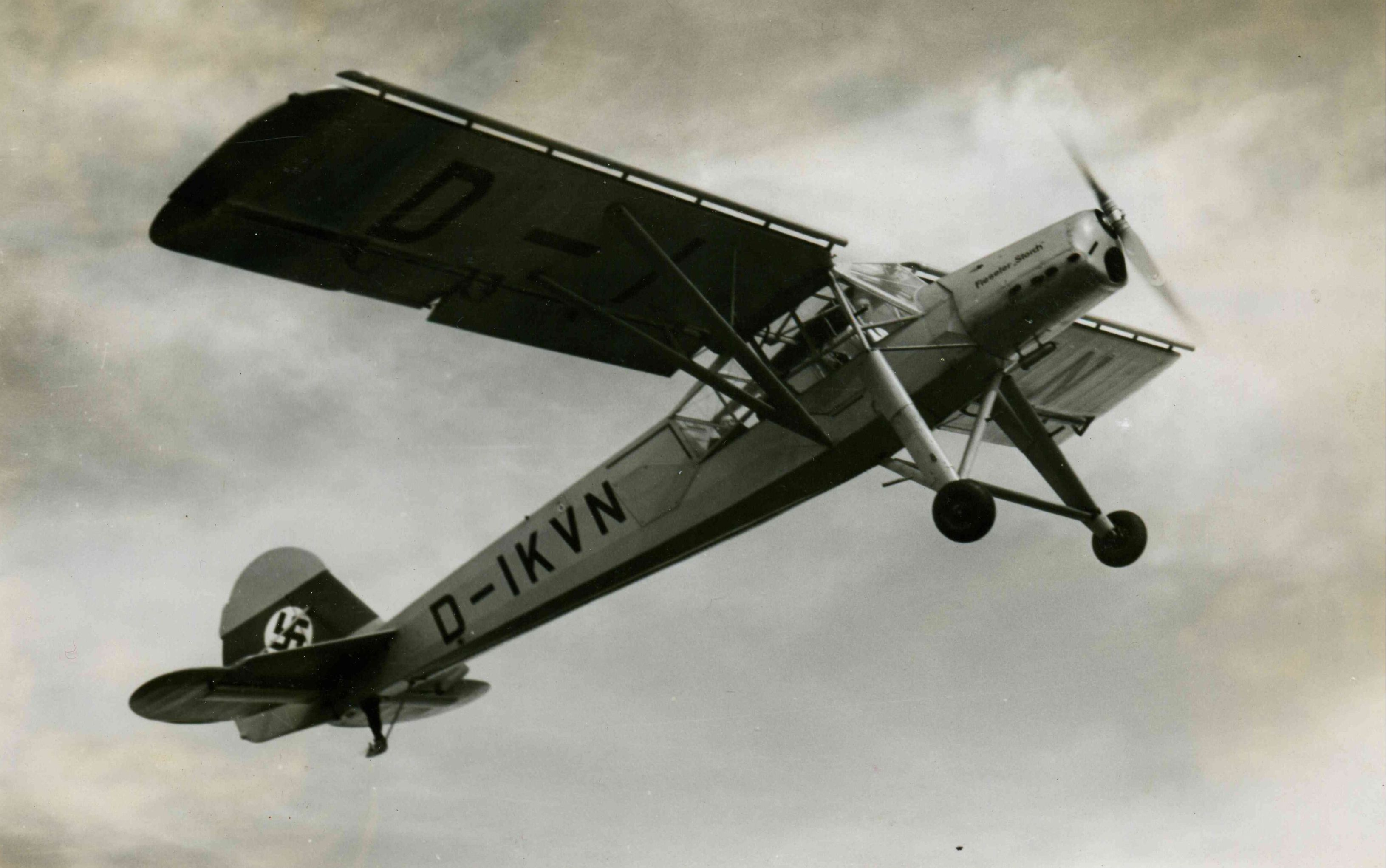
Photo d'un Fieseler Fi 156 en 1937

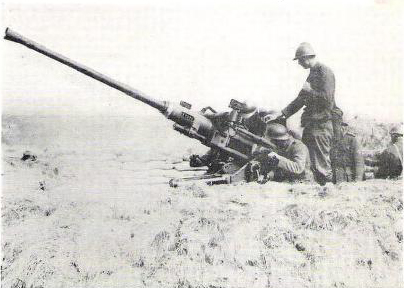
Défense anti-aérienne belge 1940

L'état-major allemand, constatant la résistance, pour lui inattendue, des Chasseurs ardennais, ainsi que les difficultés de franchissement du dédale ardennais parsemé d'embûches (ponts sautés, chicanes sur les routes, etc.) décida d'improviser un raid sur les arrières belges, décision prise par Hermann Göring maréchal de la Luftwaffe dès le 10 mai. Ce genre d'improvisation -dans le style qu'illustreront les commandos britanniques- ne correspondait pas à l'esprit de planification rigoureuse de l'attaque du 10 mai 1940, il en résultera un manque de rigueur face aux imprévus qui empêchera l'opération de réussir à cent pour cent. Cent avions légers Fieseler Storch sont rassemblés dans des brefs délais. Ce sont des appareils de liaison capables d'atterrir sur des terrains accidentés, comme des champs, mais non prévus pour des missions de transport de troupes en zone de combats. Ils transportent chacun deux combattants en plus du pilote. Il s'agit de prendre les Belges à revers. La manœuvre est baptisée Niwy du nom des localités prévues pour les atterrissages, Nives et Witry. Mais l'opération va échouer partiellement car les avions ne sont pas armés et ne peuvent affronter le feu ennemi. Aussi, confrontés à des tirs belges venus du sol, plusieurs appareils se déroutent-ils par des manœuvres d'évitement à basse altitude. Il en résulte que plusieurs pilotes sont désorientés et que quelques avions s'écrasent au sol et brûlent en dehors des terrains prévus qui avaient été sélectionnés en étudiant les cartes belges d'état-major entrées en possession des Allemands dès l'avant-guerre. Les rescapés coupent des lignes téléphoniques et arraisonnent des voitures civiles dans le but de se déplacer vers Witry, comme prévu, à l'origine. Surgissent alors des troupes belges de second échelon de la ligne de défense Libramont-Neufchâteau accompagnées de chars T-15. Les Allemands fuient vers Witry. C'est là qu'arrive une deuxième vague de Fieseler Storch grâce à laquelle les « commandos » allemands peuvent repousser une deuxième attaque belge. Mais le but originel du raid n'est pas atteint, n'ayant pu entraver les itinéraires par lequel les Belges allaient faire retraite. Les « commandos » allemands foncent alors vers Fauvillers pour y joindre les troupes de la Wehrmacht qui venaient de vaincre la résistance des Chasseurs ardennais de Bodange.

## Les panzers passent la Meuse
Pendant ce temps, les Français venus du sud pourront s'installer, les 10 et 11 mai, le long de la Meuse, en territoire belge. Ils avaient demandé au gouvernement belge de pouvoir se positionner jusqu'à Liège dès l'invasion de la Pologne, mais pour conserver sa politique de neutralité ce dernier refusa cette proposition. Les Français n'entreront en Belgique que le jour de l'invasion et défendront une grande partie de la Wallonie. Les troupes françaises ne pourront toutefois pas empêcher la traversée de la Meuse le 12 mai. Dans le reste de la province du Luxembourg, les Chasseurs ardennais appliquent la tactique qui leur a été enseignée. Ainsi, dans le sud de la province, après avoir détruit les ponts et créé des obstacles de toutes sortes, ils avaient l'ordre de se retirer en effectuant des tirs de couverture, laissant la place à des unités françaises, en accord avec l'état-major français. À Chabrehez, la résistance ardennaise utilise les fermes et des fortins en béton tout comme à Bastogne où le caporal de réserve Cadi se fait tuer dans son fortin bien qu'un blindé léger des chasseurs soit parvenu à mettre hors de combat quatre chars allemands avec son canon de 47. Dans les autres parties du Luxembourg belge, les feux d'interdiction et les destructions préparées à l'avance retardent l'avance allemande dont les troupes ne pourront se regrouper devant Sedan que les 11 et 12 mai en vue de la percée décisive. Les blindés légers français, étant entrés en Ardenne belge, dès le 10 ont pu reculer en bon ordre, mais en perdant la moitié de leur effectif, devant des panzers supérieurs par le nombre et la qualité de leurs cuirasses. Finalement, les Allemands ne pourront attaquer vers Sedan que le 12.  La résistance des Chasseurs ardennais et l'échec partiel de l'opération Niwy (Nives-Witry) avaient accordé un léger répit aux Français du général Huntziger du secteur de Sedan.

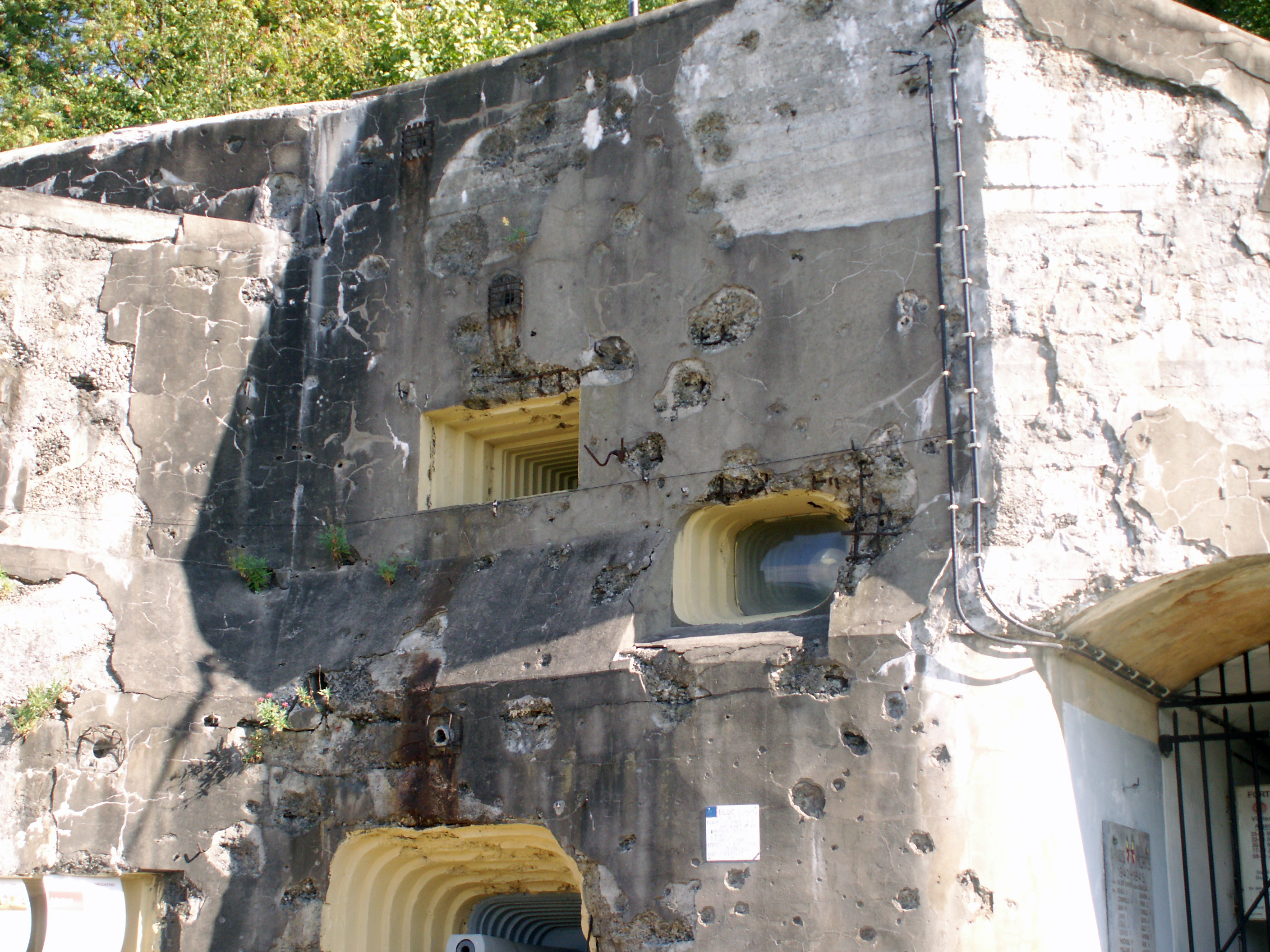
Impacts de balles sur les fortifications de Eben-Emael

À la veille de la bataille de la Lys

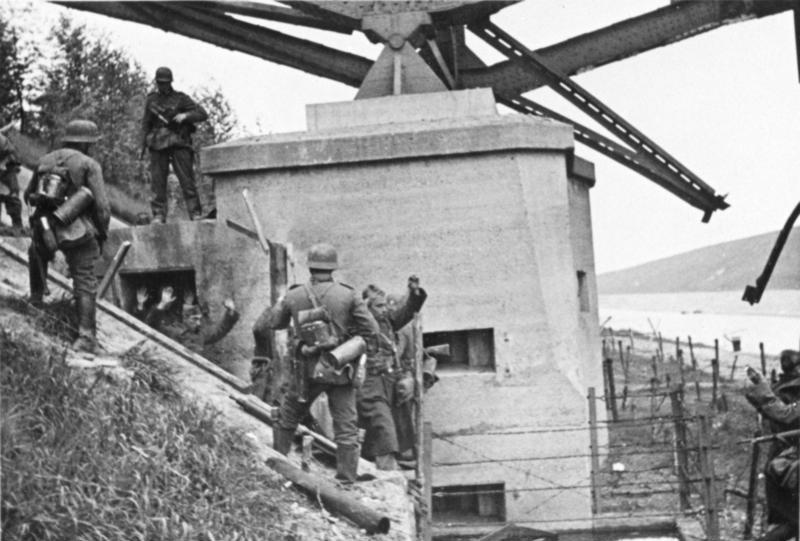
Capture d'un bunker défendant un pont sur le canal Albert

La résistance de Bodange obligea les Allemands, pour réduire cette poignée d'hommes, à mettre en ligne trois mille soldats appuyés par un groupe d'artillerie et cela durant huit heures de combat, alors que les 50 soldats ardennais ne disposaient ni d'armes antichars, ni de leur artillerie divisionnaire (motorisée) qui servait en fait d'appui à la 7e DI en place sur le Canal Albert. Cette résistance inattendue entraîna un retard d'une journée dans l'application du plan allemand d'attaque des Français à Sedan. Ce n'est que le 12 mai que la Wehrmacht put réussir à pénétrer les défenses de l'armée française des Ardennes qui, pourtant, avait eu deux jours pour se préparer. Aussi, l'attaque des Allemands vers la Meuse (en direction de Sedan et Dinant) leur permettra, en raison de la défense médiocre des divisions françaises en Ardenne et sur la Meuse à Sedan et Dinant  de couper les forces alliées en deux en parvenant à Abbeville, sur la Manche, le 21 mai. Pendant la percée victorieuse des Allemands à Sedan, sur le front belge, le fort d'Ében-Émael tombait après 36 heures à la suite d'une attaque de commandos déposés par des planeurs et utilisant un nouveau type d'explosif. Des troupes spéciales allemandes s'emparent de trois ponts sur le canal Albert, ce qui ouvre le passage aux chars allemands. Sous les bombardements conjugués de l'artillerie et de plusieurs escadrilles de bombardiers belges, puis britanniques et françaises, un des ponts s'écroule. Le sacrifice d'escadrilles belges et britanniques bombardant les ponts du canal Albert ne suffit pas à enrayer l'avance allemande, un pont ayant échappé à la destruction et les Allemands ayant édifié un pont préfabriqué. D'autre part, un pont était tombé intact entre les mains de la Wehrmacht dans le Limbourg hollandais, ce qui découvrait l'armée belge sur sa gauche. Les Chasseurs ardennais participent à ces combats du canal Albert avec leurs propres unités d'artillerie.

## Les batailles de chars

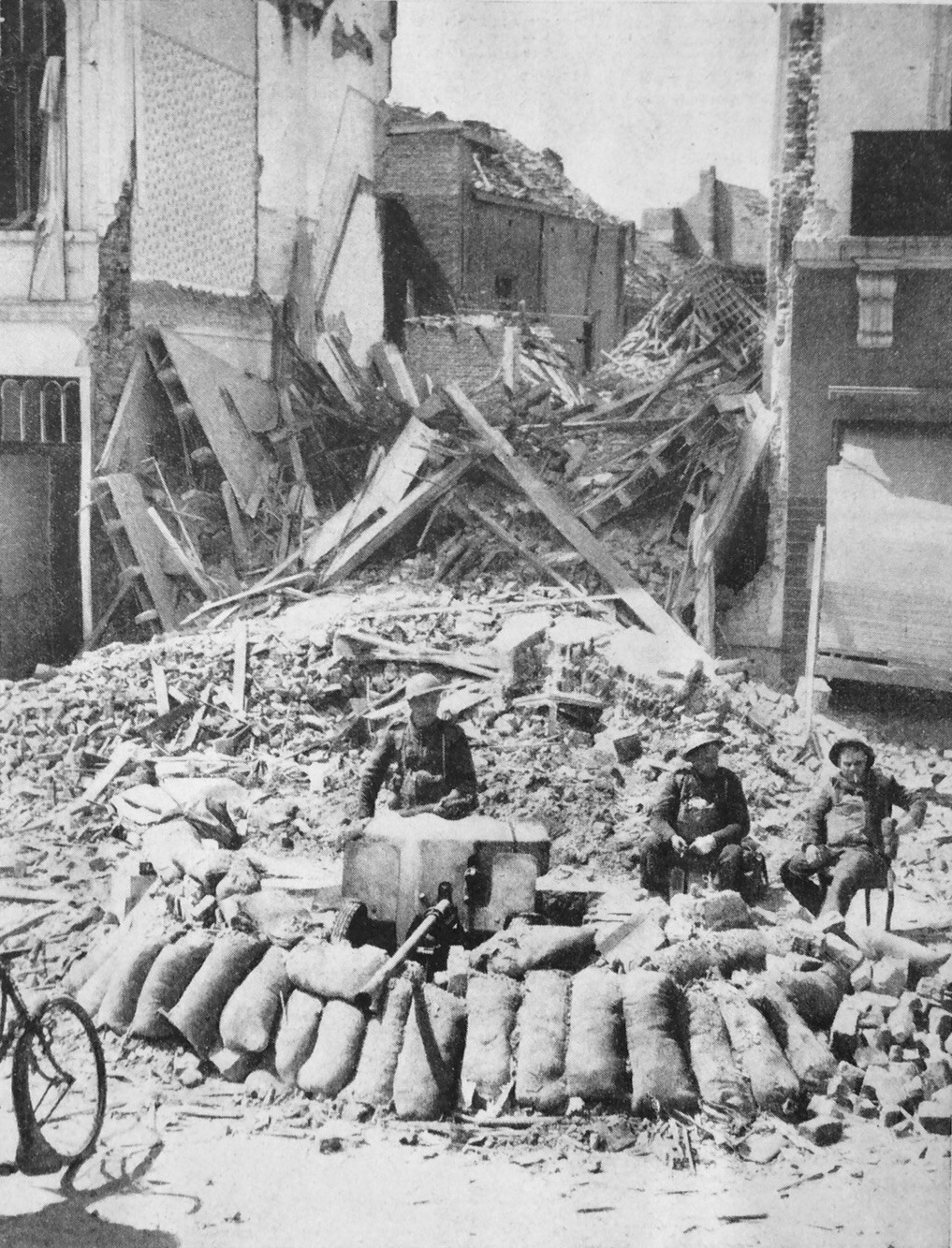
Barrage antichar tenu par les Britanniques à Louvain

Le plan belge était, depuis le 10 mai, lors de l'arrivée du général Champon, envoyé militaire du général Gamelin à l'État-major belge, d'obéir au plan du commandant en chef français. Et celui-ci confirme le plan Dyle de concentration au centre de la Belgique en donnant l'ordre d'avoir à se retirer derrière une ligne de défense, la ligne KW jalonnée de barrières Cointet et s'étendant d'Anvers à Wavre où l'armée belge pourrait faire face avec les Alliés franco-britannique. Le trou entre Wavre et Namur avec sa position fortifiée était à combler par des troupes françaises. Une importante bataille de blindés est menée du 12 au 14 mai à Hannut, puis dans les environs de Gembloux. Elle se conclut par une victoire française qui n'est qu'éphémère car, depuis que les panzers ont percé les défenses françaises à Sedan, les pointes offensives allemandes débordent les troupes alliées par le sud, fonçant vers la mer, ce qui fait craindre l'isolement des franco-belgo-britannique par rapport aux armées positionnées en territoire français. Malgré l'échec temporaire des Allemands à Hannut, il n'y a pas moyen de reconstituer un front continu allié et les Belges se retrouvent isolés à Namur dont la position fortifiée doit être abandonnée par le VIIe CA belge le 15 mai à la suite du retrait du Ve CA français commencé dès le 12 sans prévenir l'État-major belge qui sera mis devant le fait le 15. 
Un combat opposant des unités blindées françaises et allemandes a lieu le 15 mai 1940 autour de Flavion et de Florennes, près de Charleroi. Les 16 et 17 mai des combats ont lieu à Charleroi pour la possession des ponts sur la Sambre. Bientôt, les armées française, britannique et belge ne peuvent tenir la ligne K-W Anvers-Wavre. Le 17 mai, la retraite est générale derrière le canal de Bruxelles-Charleroi. Les Allemands se lancent précipitamment en direction de la capitale, Bruxelles, qui est occupée dans la journée. Le lendemain, le 18 mai, Anvers tombe aux mains de l'ennemi. L'armée belge tient trois jours sur la Dyle et la Dendre, puis effectue le repli vers l'Escaut avec les Français. Le 19 mai 1940, la 1re armée française repasse l'Escaut après avoir été défaite sur l'axe Wavre-Gembloux-Namur par les Allemands. Les 19-20 mai, les troupes du génie britannique font sauter les ponts sur l'Escaut à Tournai.

## La bataille de la Lys

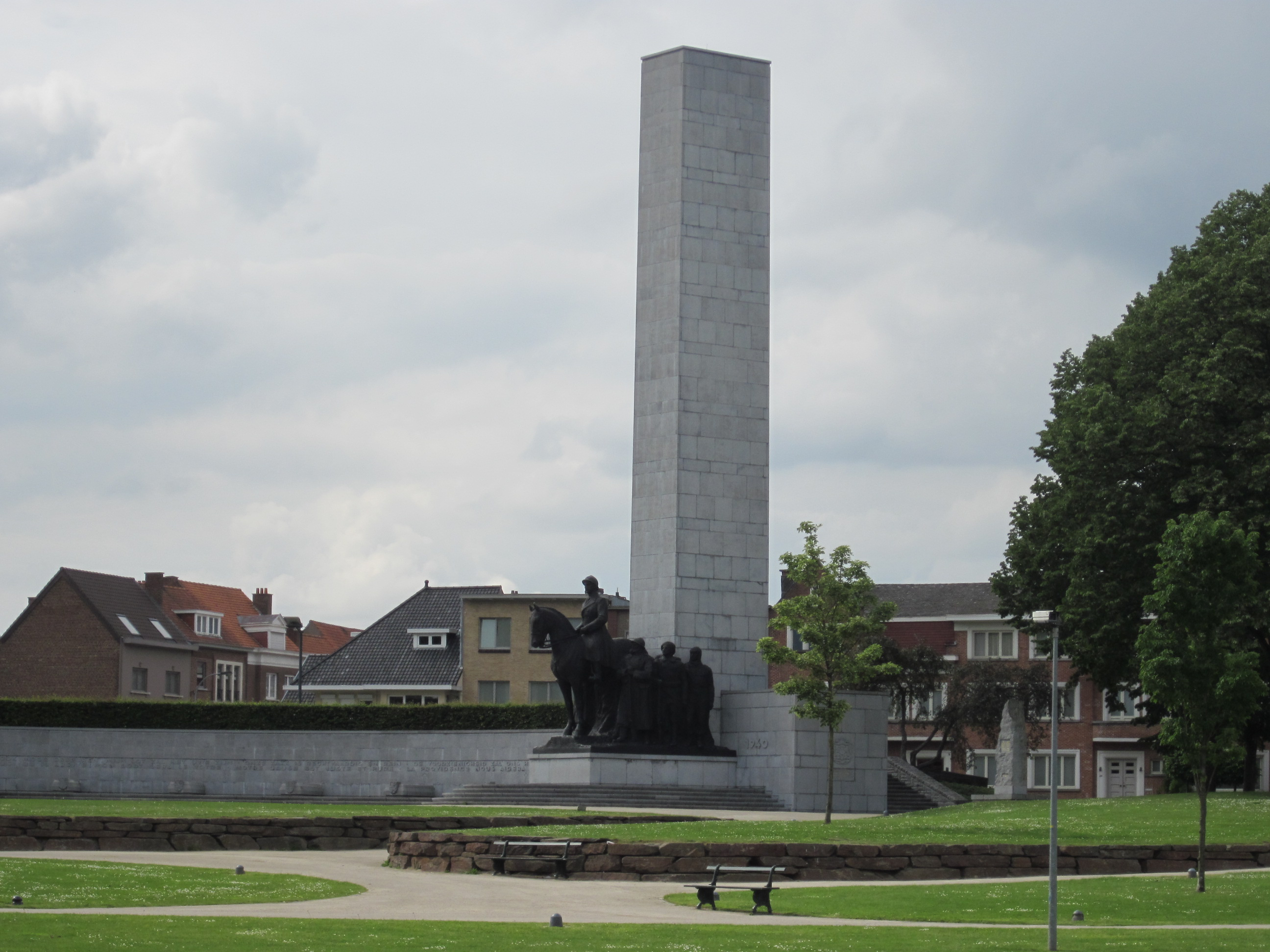
Monument de la Lys, Courtrai.

Il est alors décidé que l'armée belge doit mener une bataille d'arrêt que l'on appellera la bataille de la Lys, (mais certains auteurs militaires belges estiment, comme le fit le général Weygand le 21 mai, qu'il aurait mieux valu se battre sur l'Yser (comme en 1914), coupure plus facile à défendre). Dès le 20 mai, Gand est attaquée, alors que l'armée belge (renforcée par la 60e Division française en Zélande) a organisé des positions défensives sur le canal Gand-Terneuzen, situé entre Audenarde et Terneuzen, au nord de la poche alliée. Les Allemands prennent quelques ponts à l'est de la position défensive de l'armée belge à Gand mais ceux-ci seront repris le lendemain lors d'une contre-offensive lors de laquelle s'illustrent notamment les chasseurs ardennais. De son côté, Churchill continuera de rassurer son alter ego français, Paul Reynaud, en l'assurant du soutien britannique, ainsi que le Premier ministre belge, Hubert Pierlot, afin que les troupes belges poursuivent le combat en dépit de l'envahissement total de la Belgique. L'armée belge tiendra ses positions pendant cinq jours, du 23 au 28 mai, retardant l'avancée du groupe d'armées B allemand.

## La capitulation du 28 mai et la bataille de Dunkerque

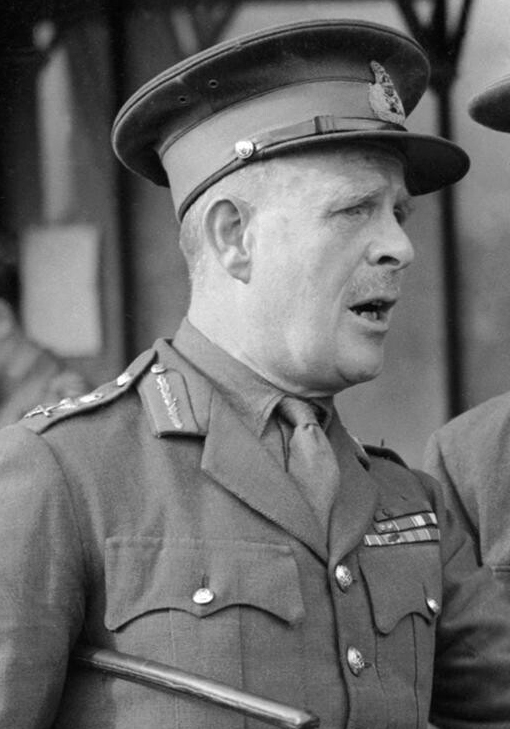
Lord Gort donne l'ordre aux troupes britanniques de se replier vers Dunkerque sans en avertir ses alliés.

Le front belge de la Lys est percé au milieu de la journée du 27 mai, au bout de cinq jours de combats. D'autre part, les troupes anglaises abandonnent la droite de l'armée belge pour retraiter précipitamment en vue de se rembarquer à Dunkerque. Dès ce moment, le roi et l'État-major belges se sentent abandonnés, ainsi que le relatera l'attaché militaire anglais auprès du roi Léopold III, l'amiral Sir Roger Keyes. Celui-ci attestera qu'il s'est agi d'une manœuvre imposée au général en chef, Lord Gort par une décision du gouvernement anglais. Et Keyes de citer une phrase de Lord Gort qui mérite d'être appelée une parole historique : « Les Belges vont-ils nous prendre pour des salauds ? » Dans l'esprit du roi, il fallait arrêter ce qui pouvait dégénérer en massacre, aucune mesure n'étant prise pour sauver au moins une partie de l'armée belge à Dunkerque. Les Belges étaient sacrifiés, comme a bien dû l'avouer l'attaché militaire britannique auprès du roi, l'amiral Sir Roger Keyes, ce que celui-ci reconnaît dans ses mémoires. La bataille de la Lys fit entre 2 500 et 3 000 morts du côté belge. Sur le plan politique, il faut savoir qu'une méfiance à l'égard du Royaume-Uni était née dans l'esprit du roi depuis l'occupation de la rive gauche du Rhin par l'Allemagne au mépris du traité de Versailles, et cela sans réaction des anciens alliés de 1914-18. Méfiance grandissante après l'accord de Munich qui sacrifiait la Tchécoslovaquie à l'annexionisme hitlérien. La motivation politique de la méfiance royale était encore renforcée par un fait inconnu du public à l'époque, et encore largement ignoré depuis, c'est la tentative secrète de Chamberlain d'offrir à l'Allemagne un partage de l'Afrique au détriment du Congo belge, démarche restée secrète mais que le roi apprit par des renseignements confidentiels. 

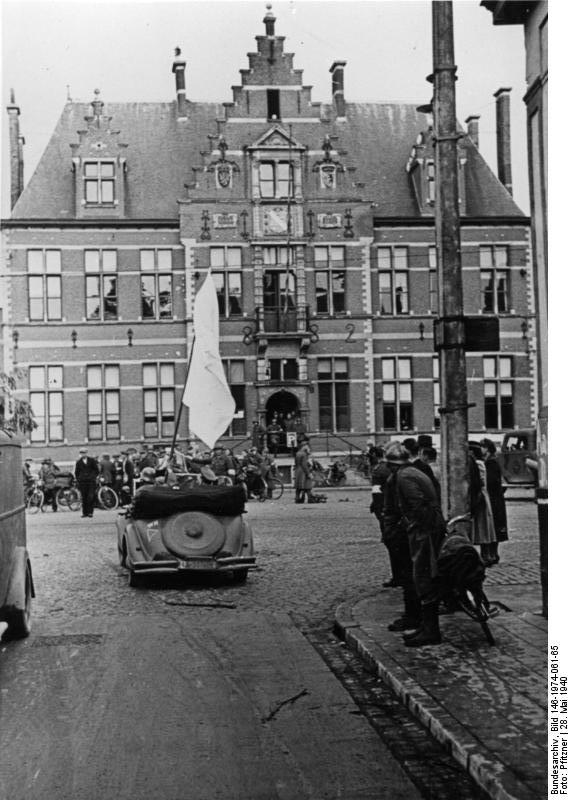
Capitulation de l'armée belge : le parlementaire allemand arrive au quartier général de l'armée belge.

Dès ce moment, Léopold III, qui s'estime trahi, envisage de capituler malgré l'opposition de son conseiller militaire, le général Raoul Van Overstraeten (cf. bataille de la Lys). Le roi prévient le roi d'Angleterre par une lettre personnelle qu'il fait porter à Londres et avise le général en chef français du groupe d'armées 1, le général Blanchard que l'armée belge est au bord de l'effondrement, isolée et bientôt à court de munitions. Le message est capté par le service français d'écoute radio du colonel Thierry. Paul Reynaud, premier ministre français prétendra plus tard que le roi Léopold III ne prévint pas ses alliés. (Mais c'est Reynaud qui n'était pas au courant de la réalité, et ce dès le début des opérations de mai comme l'avait prouvé sa stupeur, le 15 mai, quand il dût reconnaître, devant Churchill qu'il ignorait que le haut commandement français n'avait plus de réserves). Les forts de l'est de la Belgique, dont certains continuent à combattre, (le dernier - le fort de Tancrémont- Pépinster résiste même jusqu'au 29 mai, par ignorance de l'acte de reddition du 28), seront inclus dans les exigences allemandes par un ordre spécial du roi Léopold III. Celui-ci décide de rester en Belgique, se considérant prisonnier comme ses soldats, contre l'avis du gouvernement qui fait retraite en France (après la défaite française, il gagnera Londres). L'armée belge cesse le combat le 28 mai à 4 h 0 du matin après que le roi a donné son accord au général Raoul Van Overstraeten pour soustraire à l'emprise allemande les soldats français de l'infanterie de la 60e division ( 270e RI et 241e RI) en les faisant conduire dans des camions belges vers le 16e corps français qui protège Dunkerque. Les français seront déposés derrière l'Yser pour fermer le nord de la poche.
Ce qui reste de l'armée belge est capturé en sa quasi-totalité, un peu plus de 500 000 hommes. Mais les Français et les Britanniques vont défendre un périmètre autour de Dunkerque jusqu'au 4 juin et gagner cette bataille de Dunkerque qui permettra le rembarquement d'une partie des troupes britanniques et de nombreux Français. Les prisonniers seront tout de même au nombre d'un million avec un nombreux matériel. Pour le professeur Henri Bernard, une meilleure liaison avec les Alliés aurait permis à l'armée belge de tenir plus longtemps et de faire passer au Royaume-Uni jusqu'à l'équivalent de cinq ou six divisions. Le Corps de Marine belge participe à l'évacuation de la Belgique lors de l'exode et de la ville de Dunkerque, en France. Ensuite, il participe aux opérations de la marine française jusqu'au 25 juin 1940, date à laquelle les navires belges sont internés en Espagne. Seul le P16 parvient à s'échapper. Il rejoint l'Angleterre où il devient le patrouilleur HMS Kernot.

## Bilan

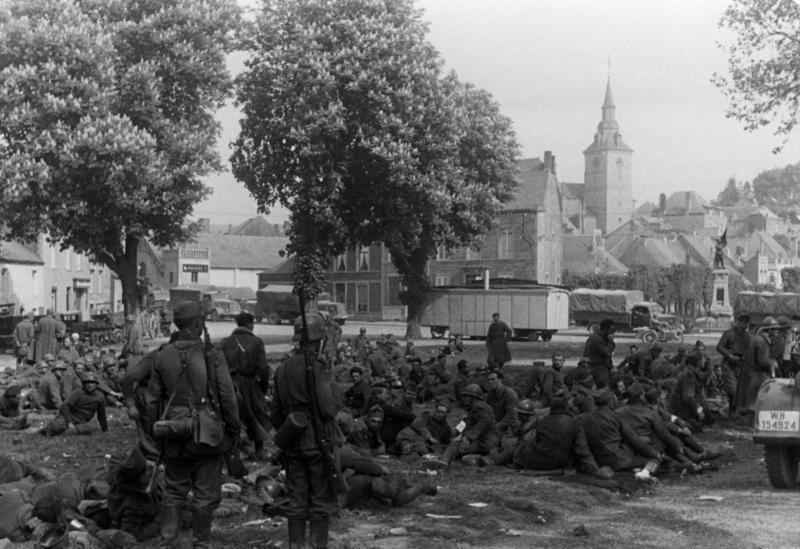
Prisonniers belges sur la place de Couvin le 16 mai 1940.

Côté belge, la campagne des dix-huit jours a coûté la vie à environ 6 300 militaires belges, sans compter les blessés négligés par les Allemands et qui décéderont plus tard dans des hôpitaux belges. Le sort des militaires belges ne fut pas certain dès la capitulation, car les Allemands ne savaient pas encore ce qu'ils allaient faire d'eux. Des hommes qui avaient été faits prisonniers pendant les combats étaient parqués dans des camps provisoires mal gardés et éparpillés à travers la Belgique et une notable partie d'entre eux parvint à fuir, 150 000 approximativement. 
Le reste fit l'objet d'un tri opéré par les Allemands pour sélectionner les hommes qu'ils considéraient comme des spécialistes nécessaires pour faire fonctionner l'industrie, l'administration et les transports en commun du pays occupé qu'ils comptaient bien utiliser à leur profit. À ce titre, un peu plus de 300 000 hommes furent libérés. Parmi eux, un certain nombre d'officiers qui allaient être obligés de pointer régulièrement au siège d'un office de contrôle nommé « OTAD ». Le reste des militaires belges, plus ou moins 215 000, fut transporté en Allemagne, en train ou en bateau. Les officiers furent internés dans les Oflags (Offizierslager), principalement à Prenzlau, Tibor et Luckenwalde. Les autres militaires furent envoyés dans les stalags (Stamm-lager camp de base). Dans le cadre de la Flamenpolitik, Hitler décida la libération des miliciens, sous-officiers et officiers de réserve néerlandophones. De nombreux miliciens francophones, dont pratiquement tous les Bruxellois, réussirent à passer le test linguistique et perçurent le Entlassungsschein leur permettant de regagner leur foyer. Au total, cette sélection à base ethnique entraîna la libération de 79 114 prisonniers selon un décompte allemand. Mais 30 000 militaires de carrière néerlandophones, y compris des officiers qui manifestaient un patriotisme qui heurtait les Allemands, restèrent prisonniers jusqu'à la fin de la guerre. Il resta donc un peu plus de 105 000 militaires belges dans les camps jusqu'à la fin de la guerre. D'autre part, 770 prisonniers parvinrent à s'évader et 12 476 malades graves furent rapatriés dans le cadre d'accords patronnés par la Croix-Rouge internationale, mais 1 698 prisonniers moururent en cours d'internement.
Ce qui reste du gouvernement belge encore en Belgique, Hubert Pierlot, premier ministre, et Paul-Henri Spaak, ministre des Affaires étrangères, quitte alors le pays porteur de tous ses pouvoirs pour rejoindre les autres membres du gouvernement déjà partis dans le but de continuer la lutte aux côtés des Alliés avec les forces encore disponibles en dehors du territoire belge (ce qui sera le cas en Angleterre et en Afrique durant toute la durée de la guerre). La décision du roi est contestée par différents auteurs dont le général Wanty qui aurait voulu que la capitulation ne soit pas générale, mais concerne les unités les plus menacées d’effondrement. Le professeur Henri Bernard considère, lui, que la lutte aurait pu continuer, que l’armée belge aurait dû se joindre aux armées française et britannique qui défendirent le périmètre autour de Dunkerque qui permit le rembarquement de centaines de milliers de soldats britanniques et français auxquels un certain nombre de militaires belges auraient pu se joindre pour être également évacués. La reddition de Dunkerque n'aurait pas eu plus de caractère politique que celle de la Lys et le gouvernement gardait dans ce cas des forces accrues en plus de celles du Congo belge pour continuer la lutte.

### Sources et bibliographie
- Karl-Heinz Frieser (trad. Nicole Thiers), Le Mythe de la guerre-éclair – La Campagne de l’Ouest de 1940, Paris, Belin, 18 juin 2003, 479 p., broché (ISBN 978-2-7011-2689-0, BNF 39026821)